# Лефортово (район Москвы)
Лефо́ртово — район города Москвы и внутригородское муниципальное образование, расположен на берегу Яузы в Юго-Восточном административном округе города Москвы.
Население — 109 711 чел. (2024). Площадь района — 906 га, 65 % территории — промышленная зона, на которой расположено 52 крупных предприятия. Район находится между р. Яузой на северо-западе, Курским направлением Московской железной дороги на юге и Казанским направлением Московской железной дороги на востоке; граничит с районами Таганский, Басманный, Соколиная гора, Перово и Нижегородский.

## История

### XIV—XVII века
До появления района деревни и слободы на юго-восточных окраинах Москвы концентрировались вокруг дороги на восток, с конца XIV века называвшейся Новой Владимирской, а также Андроникова монастыря, основанного в 1350-х годах. Поскольку восток Москвы считался в те времена более спокойным направлением, к XVII веку на Покровке, в Земляном городе, а после и на соседних землях поселяются богатые и влиятельные семьи, появляются резиденции царей Михаила Фёдоровича (село Покровское), затем Алексея Михайловича (село Измайлово и Преображенское).
В середине XVII века в Москве на правом берегу Яузы (в современном Басманном районе) царь Алексей Михайлович воссоздаёт Немецкую слободу. Среди иностранных офицеров, служащих в России и проживающих в слободе, Пётр I находит многих соратников, в том числе уроженца Женевы Франца Лефорта.
Считается, что район был основан в 1699 году. До революции район назывался Лефортовской слободой в честь Франца Лефорта, рядом находилась Немецкая слобода.

### XVIII век («Дворцовая эпоха»)

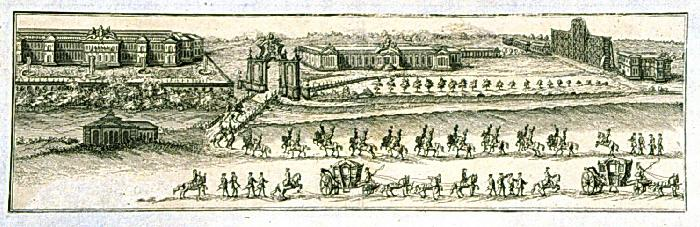
Дворцовый ансамбль в Лефортово (Зимний и Летний Анненгофы) во время коронации Елизаветы Петровны, 1742 год (фрагмент гравюры)

В XVIII веке в Лефортове и рядом с ним строится целый ряд дворцов для дворян и царских особ: Лефортовский и Слободской дворцы (оба на правом берегу Яузы, ныне Басманный район), Головинский дворец, Анненгоф, Екатерининский дворец, дача Строгановых.
В 1730-е рядом с дворцом Анны Иоанновны разбита Анненгофская роща, в XIX веке превращенная в свалку нечистот и уничтоженная смерчем 16 (29) июня 1904. В 1742 году построен Камер-Коллежский вал, разделивший современную территорию Лефортова примерно пополам: западная часть вошла в Москву, восточная часть осталась в пригородах вместе с сёлами Измайлово, Андроновкой, Карачарово. В районе были три заставы: Проломная, Покровская и Рогожская, через которую проходил Владимирский тракт.
В 1771 году во время эпидемии чумы в Лефортове открылось Введенское (Немецкое, Иноверческое) кладбище, на котором поначалу хоронили католиков и лютеран. В 1776 был построен последний дворец Лефортова — Екатерининский, в котором императрице так и не довелось пожить. Павел I положил конец «дворцовой эпохе» Лефортова, отдав дворец под казармы.
6 июня (26 мая по старому стилю) 1799 г. в Лефортово родился великий русский поэт А.С.Пушкин. 

### XIX век

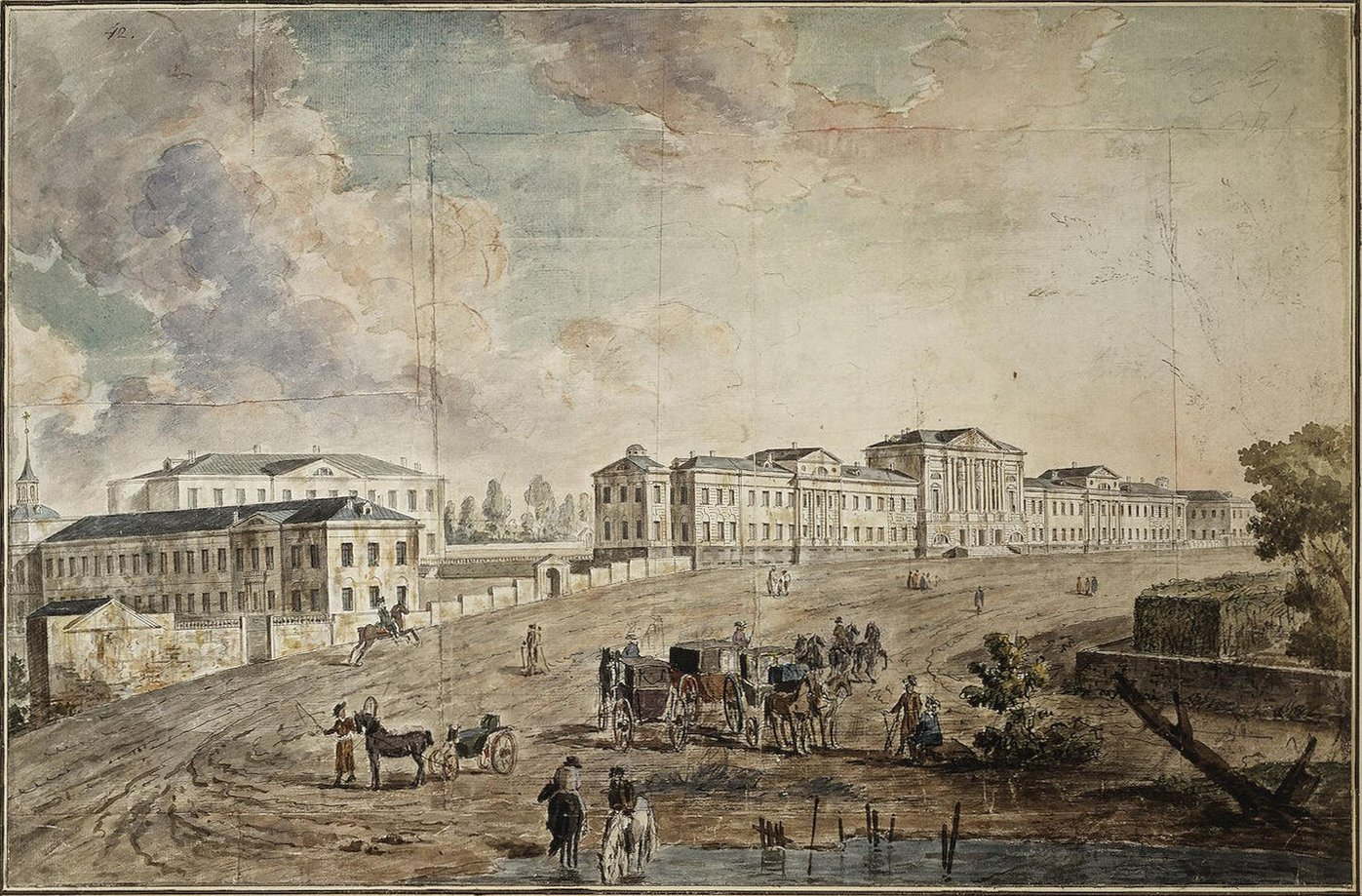
Военный госпиталь в Лефортове, начало XIX века

При Александре I, во время Отечественной войны 1812 года район частично сгорел, однако гораздо меньше других районов Москвы. В 1824 году в служебных корпусах Екатерининского дворца разместились казармы Московского гарнизонного полка — «Красные казармы» и Московский кадетский корпус, переведённый из Костромы.
В 1834 году значительную часть построек в районе уничтожил пожар. После этого была создана «Комиссия для предварительных соображений к лучшему урегулированию Лефортовских кварталов», и началось каменное строительство. Вскоре началась индустриализация района, однако большая часть современного района Лефортово, занятая Анненгофской рощей и военными учреждениями, была выведена из гражданского оборота. По существу, в Лефортове развивались три обособленных поселения — к юго-западу (Рогожская застава) и к северо-востоку от военного городка и Лефортовского парка, а также загородный старообрядческий Рогожский посёлок.
В 1866—1868 годах была построена Московско-Курская железная дорога. Вместе с ней были построены Главные вагонные мастерские, из которых впоследствии сформировался Московский вагоноремонтный завод.
В 1881 году в Лефортове была построена первая сортировочная станция Московско-Рязанской железной дороги и депо Москва—Сортировочная. В том же году открывается Лефортовская тюрьма. На Золоторожском валу предприниматель Ю. П. Гужон построил в 1883 году Московский металлургический завод (ныне «Серп и Молот»). К югу от Владимирской дороги возник рабочий посёлок Дангауэровка.

### XX век и современность

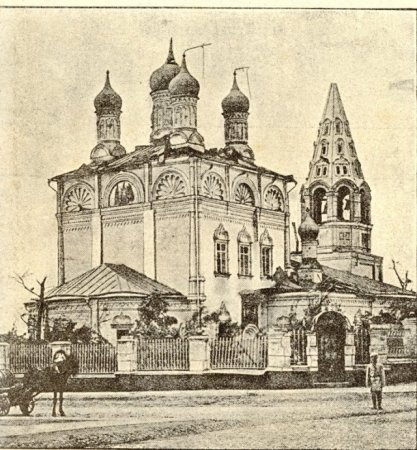
Повреждённая ураганом 1904 года церковь Петра и Павла

Во время октябрьского восстания 1917 года в Москве велись бои в течение шести дней. Полковник В. Ф. Рар организовал оборону казарм 1-го кадетского корпуса в Лефортове силами кадетов старших классов. Когда к осаде подключилась артиллерия большевиков, он под свою ответственность распустил кадетов (часть пленных была потом расстреляна красными на территории Лефортовских казарм).
После революции район был переименован сначала в Благуше-Лефортовский (1919—1920), затем вошёл в Бауманский район. Начиная с середины 1920-х годов застраивались пустоши вдоль реки Синички (жилые дома Синичкиной слободы) и бывшая Анненгофская роща (Московский энергетический институт). Всехсвятский единоверческий монастырь на Владимирской дороге был закрыт, на его месте выстроены новые корпуса завода «Серп и Молот».
Трамвай до госпиталя Бурденко в районе появился ещё до 1-й Мировой войны. В конце 20-х годов эту линию продлили до Дангауэровской слободки (возле современной Новой). В то же время продлили линию трамвая от Рогожской заставы по шоссе Энтузиастов до Владимирского посёлка.
Во время войны лефортовские организации работали на оборону города и страны: так, завод «Компрессор» совместно с заводами им. Войтовича, ВЭИ и другими, выпускал «Катюши»; завод им. Войтовича производит бронепоезда, санитарные поезда, банно-прачечные поезда; многие артиллерийские части были оснащены прожекторами и приборами управления огнём, созданными в Лефортово. Осенью 1941 года в военной академии химзащиты была создана отечественная самовоспламеняющаяся жидкость для «коктейля Молотова». Автобусный парк № 2 отправил на Ладожское озеро колонну из 40 автобусов для обеспечения «дороги жизни» до блокадного Ленинграда.
В 20-30-х годах в Лефортове ведется активное жилищное строительство. Старая Дангауэровка была снесена и заменена пятиэтажными «новыми домами» для рабочих, новые дома выросли и вдоль Шоссе Энтузиастов. В фильме «Дом, в котором я живу» (1957), действие которого происходит перед войной и во время неё, герои переезжают в новый дом недалеко от Рогожской заставы.
В 1941 году был создан Калининский район (в честь М. И. Калинина). В 1942 году была открыта платформа Новая (ныне — Авиамоторная); неподалёку в 1949 — Электрозаводская. Именно по Калининскому району получила названия открытая в 1979 году линия метро.
Распоряжением Мэра Москвы N 146-РМ от 12.09.1991 район переименован в муниципальный округ Лефортово и включён в состав ЮВАО, по Закону города Москвы N 13-47 от 05.07.1995 — в район Лефортово.

## Население
| 2002    | 2010    | 2012    | 2013    | 2014     | 2015     | 2016     |
| ------- | ------- | ------- | ------- | -------- | -------- | -------- |
| 87 560  | ↗90 021 | ↗90 936 | ↗91 638 | ↗92 064  | ↗92 417  | ↗93 257  |
| 2017    | 2018    | 2019    | 2020    | 2021     | 2023     | 2024     |
| ↗93 311 | ↗94 102 | ↗95 343 | ↗95 467 | ↗102 844 | ↗106 078 | ↗109 711 |

В исторической перспективе состав и даже численность населения можно определить лишь приблизительно из-за того, что границы района менялись, и до революции район развивался вокруг нескольких разных слобод и военных частей. По численности населения Лефортово, как правило, уступало другим районам (например, Бутырской и Преображенской слободам), а по составу было более разнообразным. В XVII веке в районе жили в основном низшие чины 1-го Московского, Преображенского, Семёновского и других полков, но помимо военных также присутствовали и разночинцы. По данным 1730 года, в Лефортове числилось 395 дворов; из них 11 принадлежало обер-офицерам, 24 — унтер-офицерам и капралам, 201 — солдатам, 29 — солдатским женам, вдовам и детям.
В последней четверти XVIII века район уже упоминался как «слобода поселившихся разных чинов людей на левом берегу речки Синички», здесь проживало много ткачей. В 1775 году в приходе храма Петра и Павла числилось 577 человек, а в 1834 (год пожара в Лефортове) — 21 двор, «душ мужска пола — 186, женска — 165».
По переписи 2002 года в Лефортове проживало 87 560 человек: 46357 (52,9 %) мужчин и 41203 (47,1 %) женщин. По переписи 2020—2021 годов в Лефортове проживало 102 844 человек.
По данным 1997 года, по роду занятий на долю инженерно-технических работников приходился 21,5 % населения, научных работников, врачей, преподавателей, журналистов — 16,1 %, квалифицированных рабочих — 36,3 %, руководящих работников — 2,6 %.
Точками роста населения являются дома, построенные на месте предприятий: завода «Серп и Молот», МНИИПА и хлебозавода.

### Национальный состав
По итогам переписи населения 2020 года проживали следующие национальности (национальности менее 0,1 % и другое, см. в сноске к строке «Другие»):
| Национальность | Численность, чел. | Доля     |
| -------------- | ----------------- | -------- |
| Русские        | 77 083            | 74,95 %  |
| Татары         | 545               | 0,53 %   |
| Армяне         | 495               | 0,48 %   |
| Украинцы       | 368               | 0,36 %   |
| Азербайджанцы  | 285               | 0,28 %   |
| Грузины        | 203               | 0,20 %   |
| Узбеки         | 135               | 0,13 %   |
| Евреи          | 120               | 0,12 %   |
| Другие         | 23 610            | 22,95 %  |
| Итого          | 102 844           | 100,00 % |

## Достопримечательности

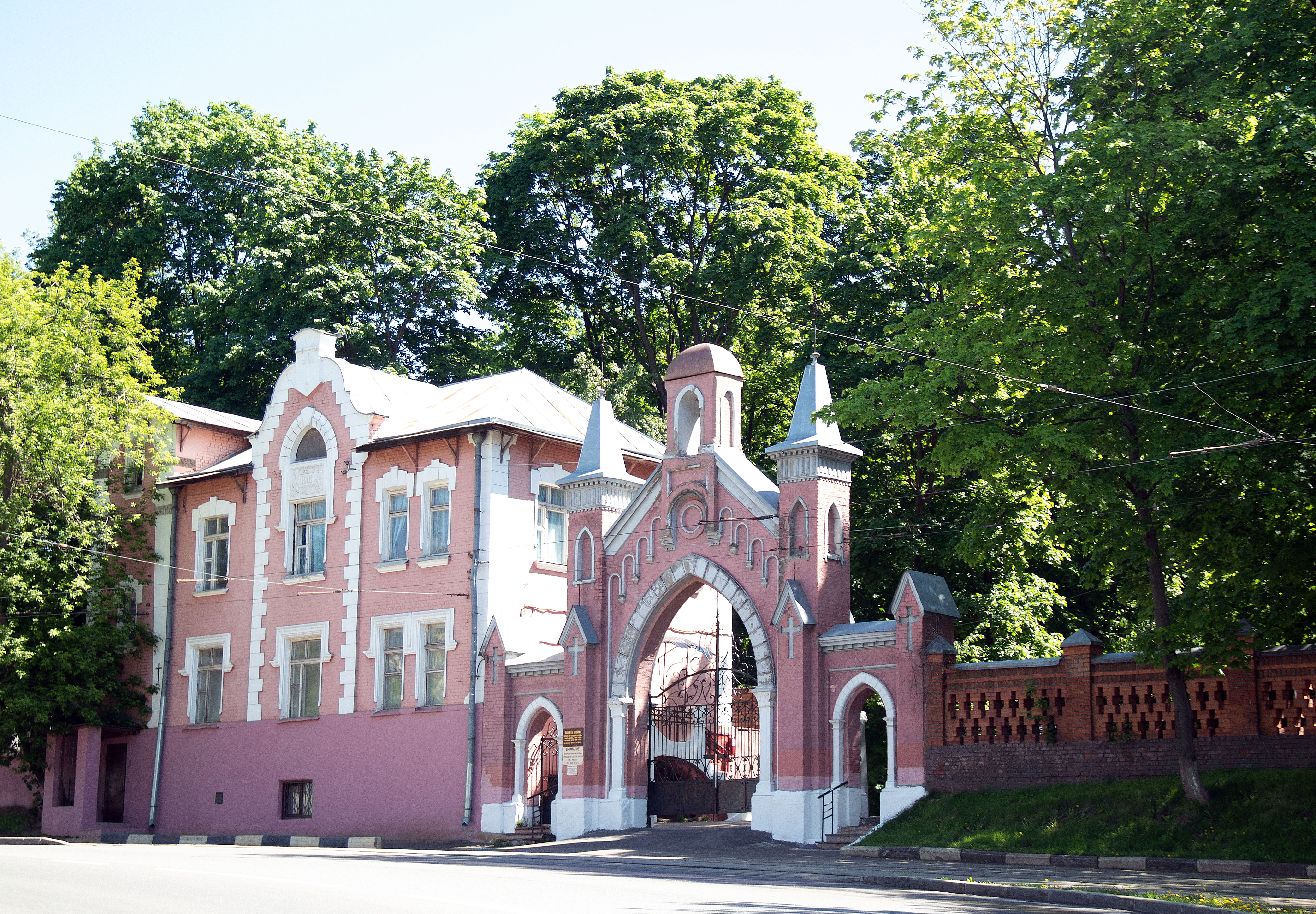
Введенское кладбище, где изначально хоронили лютеран и католиков, за что называли его Немецким или Иноверческим

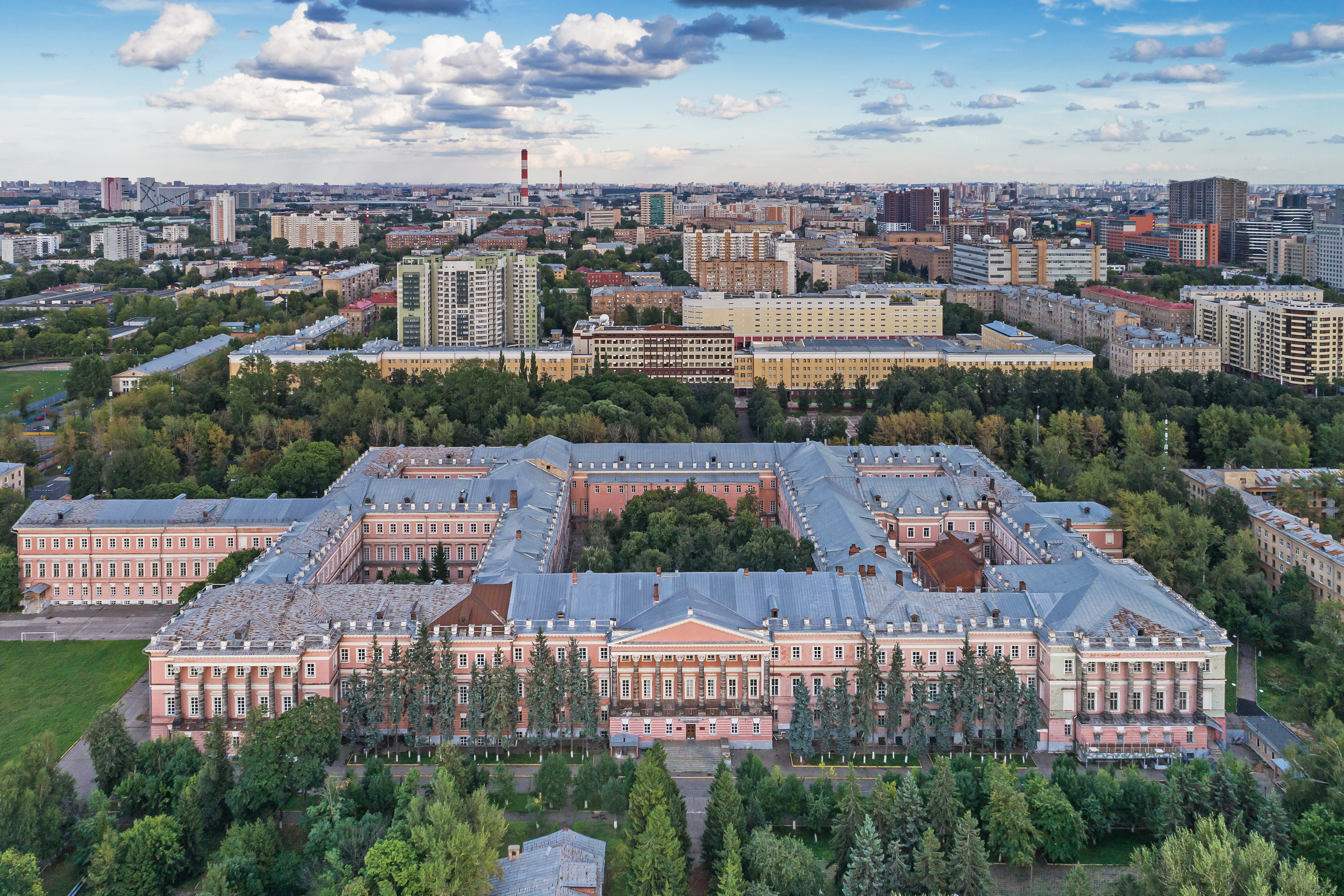
Одно из наиболее значительных сооружений русского классицизма — Екатерининский дворец

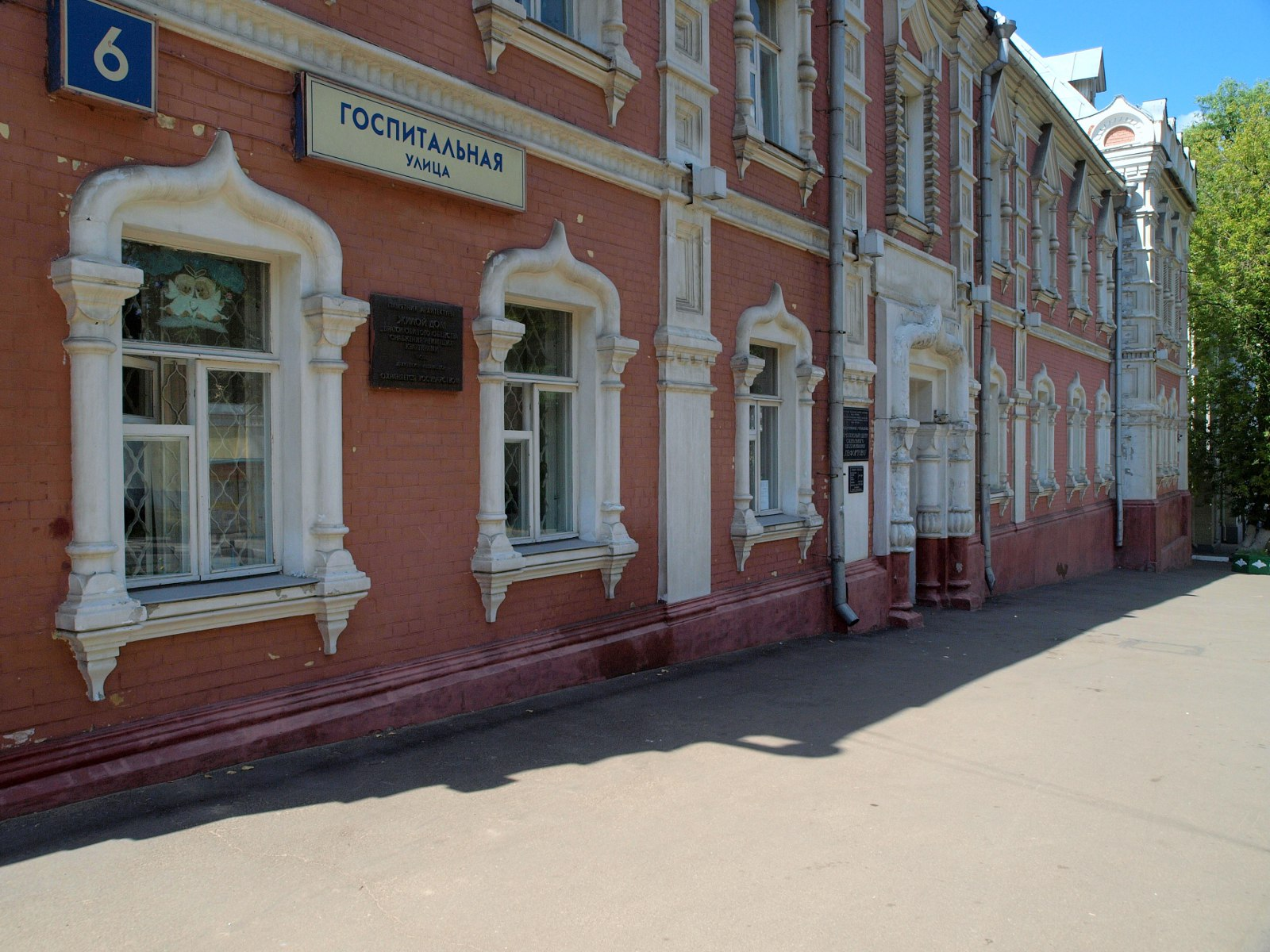
Вдовий дом, в конце 1980-х находившийся под угрозой сноса

От дворцовой эпохи в Лефортове остался комплекс зданий Екатерининского дворца, построенного в 1770-х годах в стиле русского классицизма и ныне занимаемый Общевойсковой академией Вооружённых Сил Российской Федерации (бывшей Бронетанковой академией). Дворец неоднократно реконструировался и расширялся, в его сооружении и отделке участвовали в разное время П. В. Макулов, Карл Бланк, Джакомо Кваренги, Осип Бове и другие архитекторы.
Важным историческим и природным памятником является прилегающий ко дворцу Лефортовский парк. Построенный в 1703 году, он считается первым регулярным парком в России и прообразом многих парков Санкт-Петербурга. Бывший Головинский сад при императрице Анне Иоанновне назвали «Версалем на Яузе». От первоначальной голландской планировки в парке по сей день осталась липовая аллея, беседка-ротонда, пять прудов, скамейки и грот Бартоломео Растрелли.
Введенское кладбище, названное по лефортовским Введенским холмам, было основано в 1771 году. Поначалу на кладбище хоронили лютеран и католиков, но по прошествии некоторого времени кладбище стали использовать и не только для иноверцев. На кладбище похоронены многие знаменитые люди, в том числе Франц Лефорт (останки перевезены на кладбище в XIX веке, могила затерялась), братья-художники Васнецовы, писатель Пришвин, также 54 Героя Советского Союза и т. д.
На территории района находятся три старинных православных храма: церковь Петра и Павла, построенная в 1711 году на собственные средства Петра I; церковь Введения во храм Пресвятой Богородицы у Салтыкова моста, построенная между 1825 и 1829 годами; и храм Троицы Живоначальной у Салтыкова моста, построенный в 1819 году. Есть также несколько часовен и храмов при госпиталях. Основное здание госпиталя имени Бурденко, сохранившееся до наших дней, было построено в 1798—1802 годах по проекту архитектора Ивана Еготова.
Среди прочих достопримечательностей в районе расположены Вдовьи дома (конец XIX— начало XX века); дача Строганова на Яузе постройки конца XVIII — начала XIX века, в интерьере которой сохранились ампирная отделка парадной анфилады: лепнина, печи, дверные полотна; дом благотворительницы княгини Натальи Шаховской 1872 года постройки.
После революции 1917 года и в сталинский период облик района был дополнен рядом зданий институтов, НИИ и производственных баз. Архитектор Андрей Буров создал новую доминанту района — «Генеральский» жилой дом 1938 года постройки. Дом сохранился до наших дней (современный адрес: шоссе Энтузиастов, дом 20) и ассоциируется у москвичей (особенно автомобилистов) с районом Лефортово.
Так же одной из достопримечательностей Лефортово является Лефортовская тюрьма. Тюрьма была основана в 1881 году как военная тюрьма для содержания нижних чинов, осуждённых на небольшие сроки. Считается, что первоначальное здание построено архитектором П. Н. Козловым. Неоднократно перестраивалось и достраивалось. Сейчас это следственный изолятор (ФКУ СИЗО № 2 ФСИН России) в Москве, подчинённый министерству юстиции РФ. Расположен в районе Лефортово по адресу Лефортовский вал, д. 5, вход возможен со стороны Лефортовского вала, а также со стороны Энергетической улицы (д. 3а), въезд только со стороны Лефортовского вала.

## Транспорт

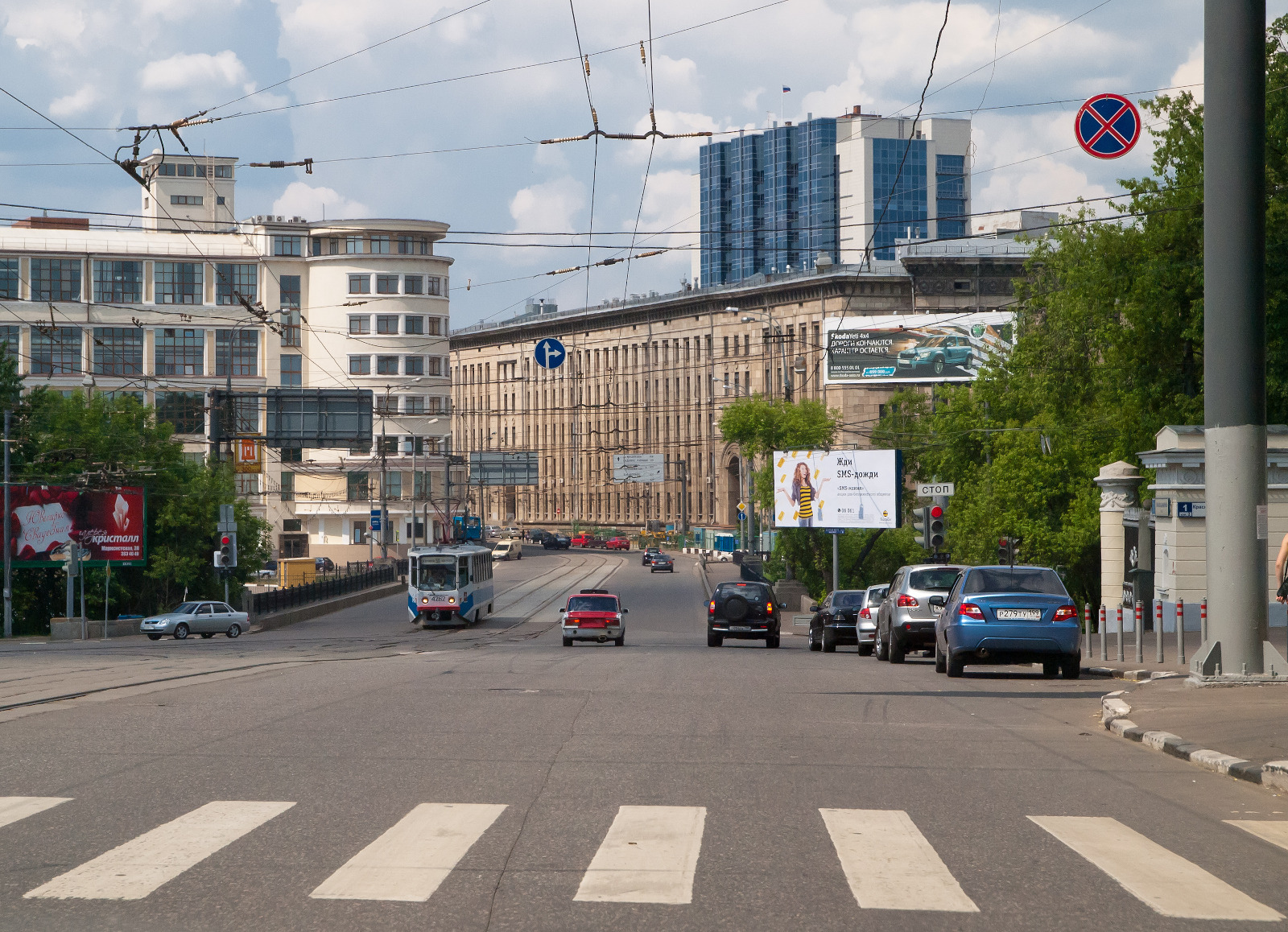
Трамвай, проезжающий по Лефортовскому мосту

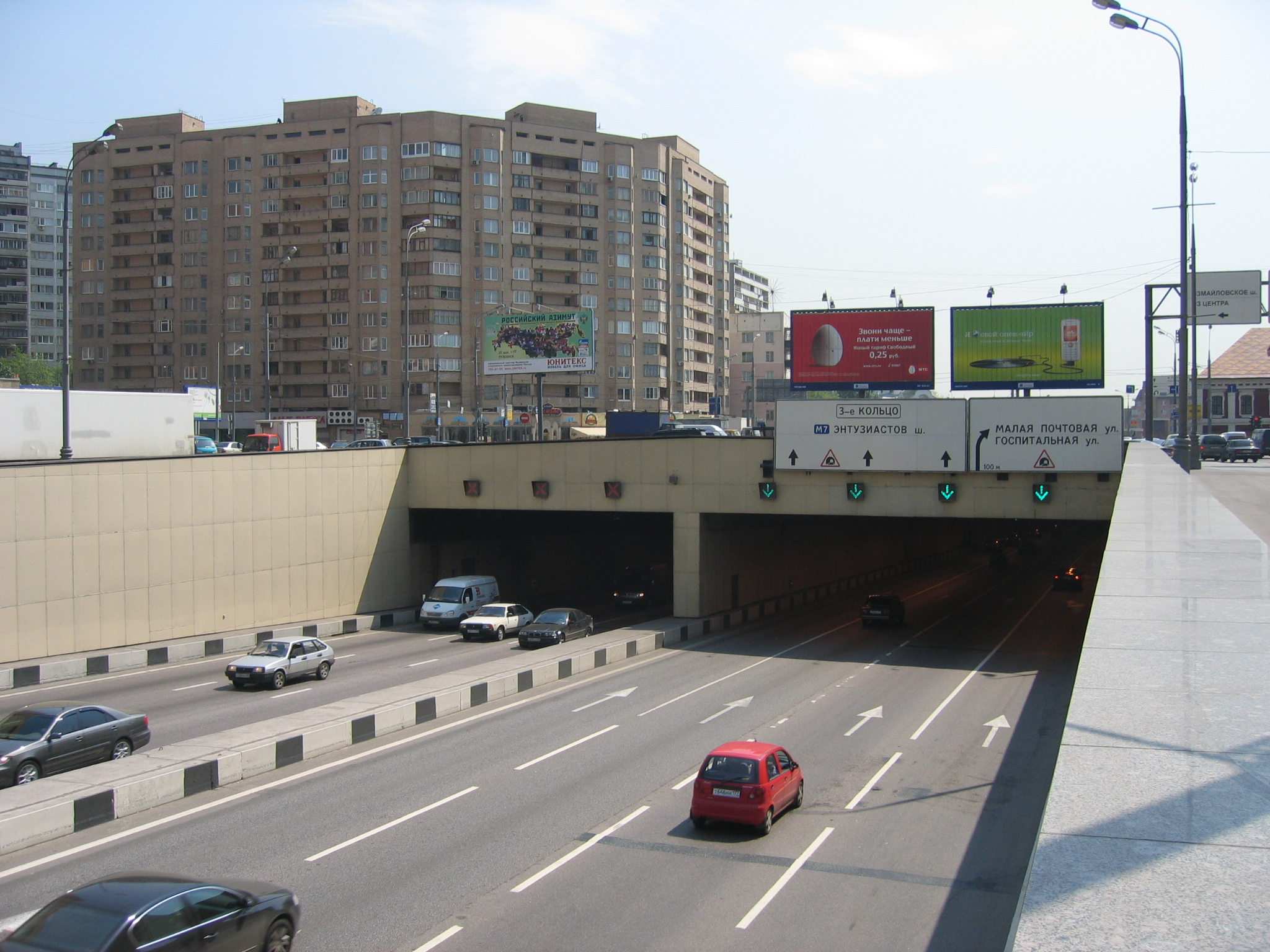
Лефортовский тоннель, часть Третьего транспортного кольца

Одна из основных автомобильных магистралей района — шоссе Энтузиастов. В 2003 году был сооружён Лефортовский тоннель, который замкнул Третье транспортное кольцо и является пятым по длине городским тоннелем Европы.
Долгое время единственной станцией метро на территории района являлась «Авиамоторная» Калининской линии. В 2020 году открыта станция «Лефортово». Также недалеко от границ района расположены станции метро «Площадь Ильича» и «Римская». В 2019 году началось возведение электродепо «Нижегородское» для обслуживания Большой кольцевой линии метро.
На границе района расположены железнодорожные станции и платформы «Серп и Молот» Горьковского направления МЖД, «Москва-Товарная» Курского направления МЖД (МЦД-2), «Авиамоторная» и «Сортировочная» Казанского направления МЖД. В районе находится также Московский завод по модернизации и строительству вагонов имени Войтовича (филиал ОАО «РЖД»). Недалеко от границ района расположены также станции МЦК «Нижегородская» и «Андроновка».
Между Измайловским парком и Соколиной горой существует станция «Лефортово» Малого кольца Московской железной дороги, открытая в 1908 году, ныне не используемая для пассажирского движения.
Район покрывается разветвлённой трамвайной сетью: маршруты 12, 36, 37, 38, 43, 46, 50 трёх трамвайных депо. По району проходят автобусные маршруты 624, т53, 695, 125, с636 и прочие.

## Учебные заведения

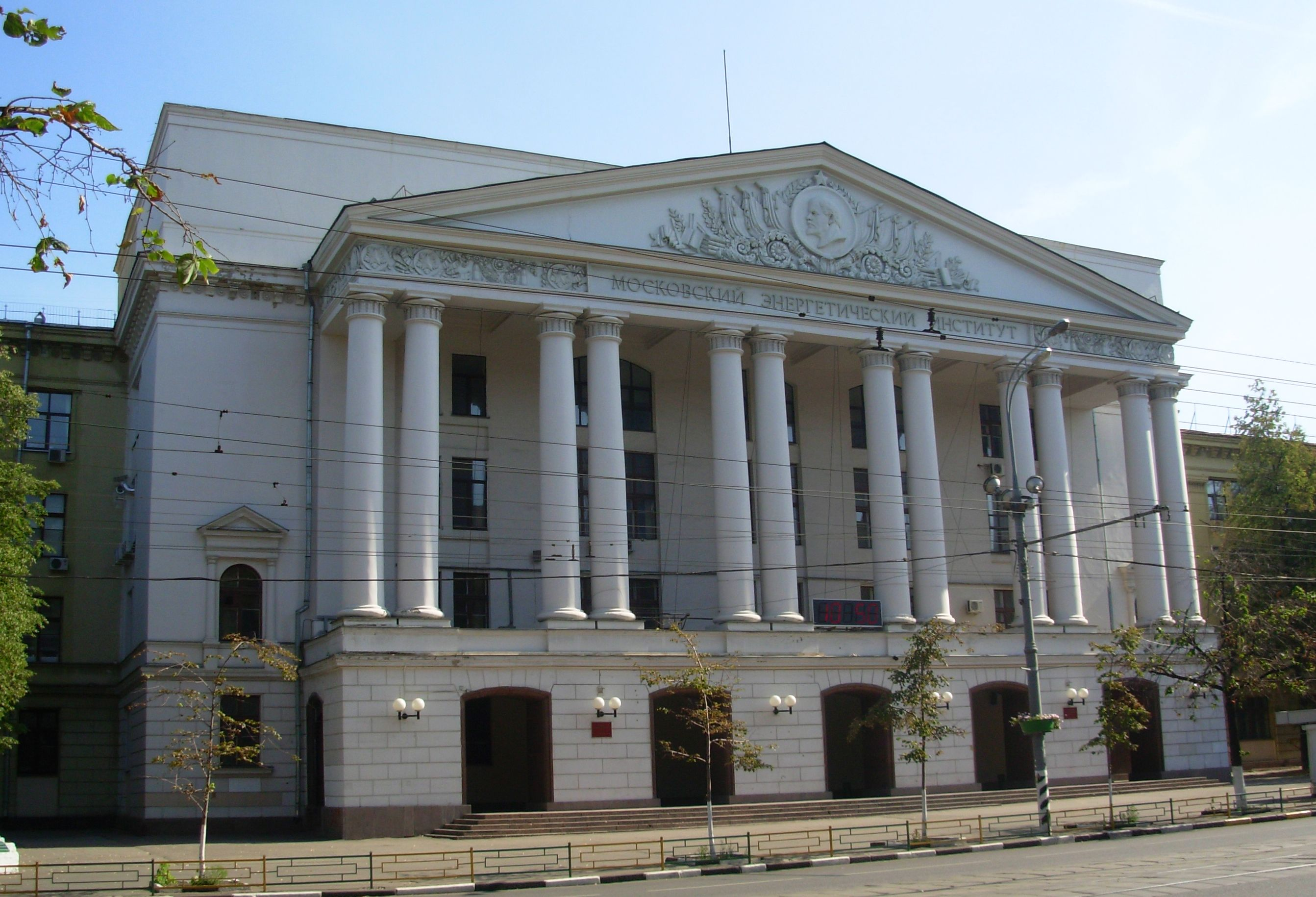
Здание МЭИ в Лефортове

В Лефортове находятся следующие вузы:
- Военный университет Министерства обороны Российской Федерации
- Московский государственный вечерний металлургический институт
- Московский институт телевидения и радиовещания «Останкино»
- Московский педагогический государственный университет (факультет дошкольной педагогики и психологии)
- Московский технический университет связи и информатики
- Национальный исследовательский университет «МЭИ»
- Общевойсковая академия Вооружённых Сил Российской Федерации
- Российский государственный торгово-экономический университет

В районе находятся 22 дошкольных учреждения, 12 общеобразовательных школ, одна частная школа, химический лицей № 1303, три вечерние и специальные школы.

## Крупные и значимые учреждения
Действующие:

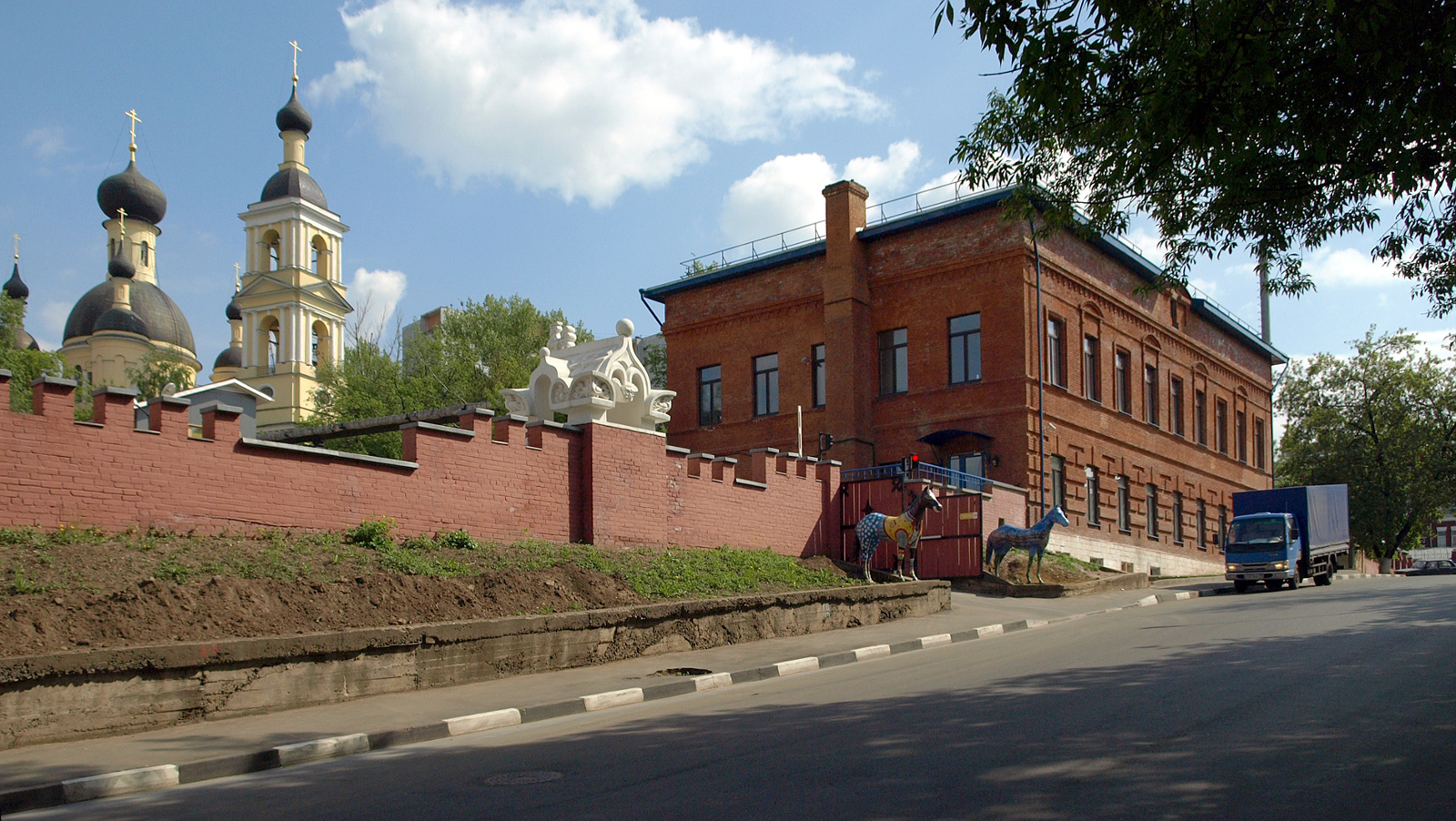
Бывший офис компании Яндекс на Самокатной

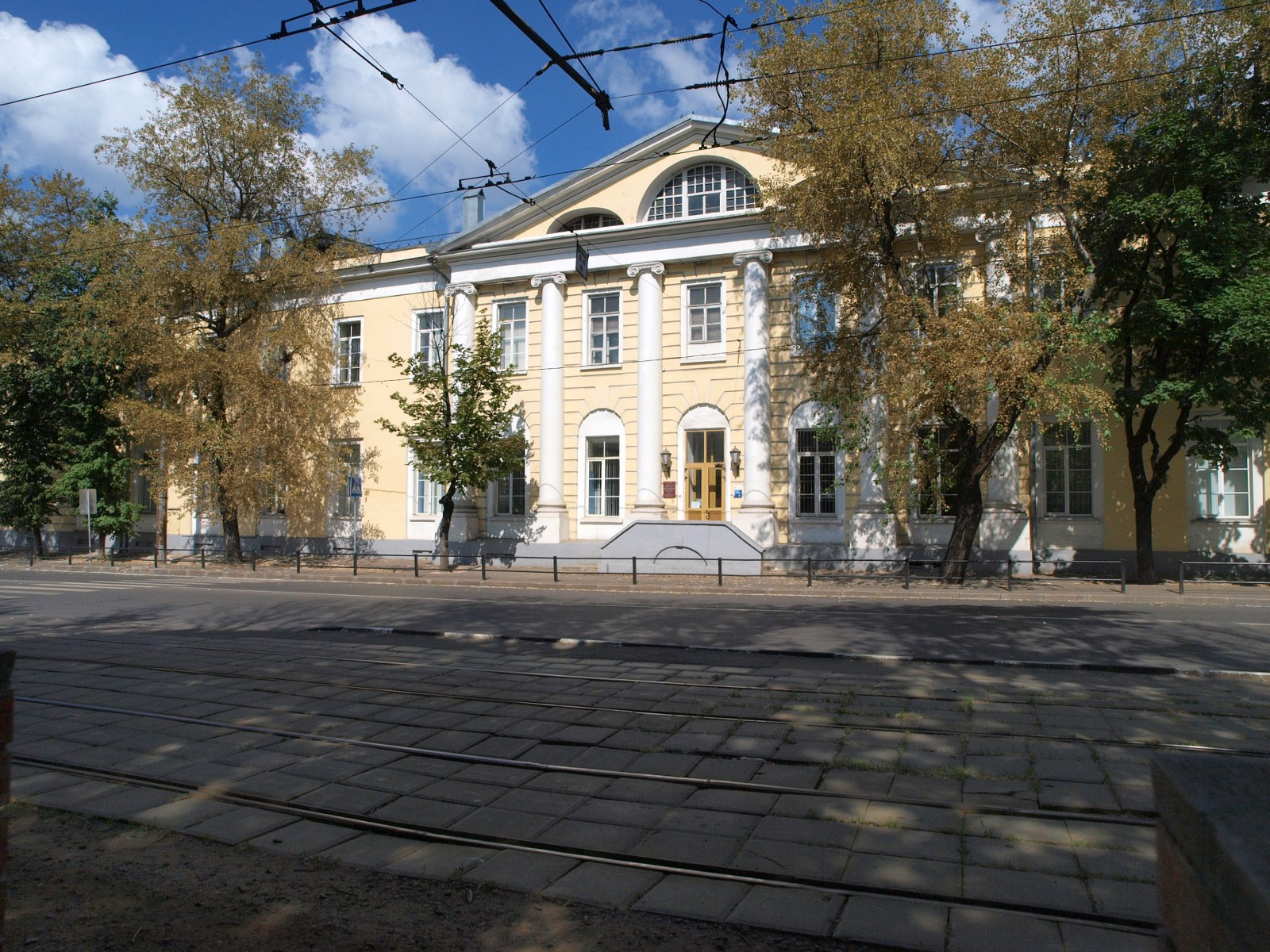
Госпиталь Бурденко, первое государственное лечебное учреждение в России

- Центральный институт авиационного моторостроения
- Госпиталь Бурденко
- Лефортовская тюрьма
- Главный штаб Войск Национальной гвардии Российской Федерации
- Всероссийский электротехнический институт
- Московский политехнический колледж
- Москабельмет
- Морской научно-исследовательский институт радиоэлектроники «Альтаир»
- Российская корпорация ракетно-космического приборостроения и информационных систем
- Телеканал Russia Today
- Особое Конструкторское Бюро МЭИ
- Метродепо «Нижегородское»

Бывшие;
- Лефортовский рынок (до 2017 года)
- Московский завод «Кристалл» (до 2018 года)
- Московский НИИ приборной автоматики (до 2015 года)
- Московский завод по модернизации и строительству вагонов имени Войтовича (до 2015 года)
- Яндекс (до 2010 года)[33][34]
- завод »Серп и Молот»

## Парки и скверы
Сквер героям Отечественной войны 1812 года - ранее назывался «Госпитальным», однако в 2013 году был переименован и на его территории установили памятный скульптурный комплекс - памятник «Героям Отечественной войны 1812 года», который был создан народным художником Салаватом Щербаковым и шесть мемориальных досок, посвященных Храму Святых первоверховных апостолов Петра и Павла, Солдатской слободе в Лефортово, Екатерининскому дворцу, Вдовьим домам и Главному военному клиническому госпиталю им. Академика Н.Н. Бурденко. На территории сквера расположены два фонтана и детская площадка. В 2021 году сквер был благоустроен по программе «Мой район». В ходе работ на детской площадке заменили покрытие, установили новый игровой комплекс и веревочный аттракцион, привели в порядок газон и зеленые насаждения.
Лефортовский парк - первый регулярный парк в России. Он был разбит в 1703 году и изначально назывался Головинским садом, а позднее был переименован в честь соратника Петра I Франца Лефорта. Основные достопримечательности парка – грот Растрелли (начало XVII века), беседка-ротонда, а также канал и семь прудов: Сапожок, Банный, Головинский, Восьмигранный, Крестовый, Большой и Овальный. В 2017 году парк был вновь открыт после реконструкции. Памятник садово-паркового искусства аккуратно благоустроили: проложили дорожки по протоптанным «народным» тропам, поставили новые фонари и лавочки в винтажном стиле, обустроили спуски к прудам, сделали комфортные детские и спортивные площадки.
Сквер у платформы «Сортировочная» был благоустроен в 2019 году по программе «Мой район». Здесь вымостили плиткой «народные» дорожки, установили новые фонари, высадили деревья, живую изгородь и цветы, тем самым создав безопасное и комфортное прогулочное пространство. В сквере убрали перепады высот и сделали городской ландшафт удобным для маломобильных граждан.  

## Развитие района
До кризиса 2008 года были объявлены планы по созданию крупнейшего в пределах Третьего транспортного кольца торгово-офисного комплекса общей площадью 370 тысяч квадратных метров на территории завода «Серп и Молот». Застройщик — компания «Кузнецкий Мост Девелопмент» — планировала вложить в проект около 300 миллионов долларов и завершить все работы в 2009 году. Похожие планы существовали и для других промышленных предприятий района — так, «Российские железные дороги» объявили о создании на месте завода им. Войтовича нового торгово-офисного центра.

## Лефортово в популярной культуре

### В литературе
Район упоминается в классической и современной литературе. Описания района можно встретить в произведениях Гиляровского, Чехова, Данилевского, Куприна, Островского, Лимонова.

### В музыке
Район Лефортово часто упоминается в песнях московских андеграунд-рэп групп, таких как «Kunteynir», «Жёлтая ветка», «Полумягкие», «Good Hash Production». В песнях рэпера Thrill Pill «ЮВАО», Би-2 feat Oxxxymiron «Пора возвращаться домой» и группы Порнофильмы «Это пройдёт» также есть упоминание этого района.

### В сериалах
В сериале "Бригада" Саша Белый упоминает район Лефортово.
В сериале "Чернобыль 2. Зона отчуждения" майор ФСБ Сергей Костенко упоминает район Лефортово.